# Колкент
Колкент (каз. Көлкент, до 2000 г. — Кызылкишлак) — село в Сайрамском районе Туркестанской области Казахстана. Административный центр Колкентского сельского округа. Код КАТО — 515265100.

## Население
В 1999 году население села составляло 5235 человек (2712 мужчин и 2523 женщины). По данным переписи 2009 года, в селе проживало 7113 человек (3623 мужчины и 3490 женщин).